# 湖畔埃京
湖畔埃京是德国巴伐利亚州的一个市镇。总面积23.66平方公里，总人口4041人，其中男性1969人，女性2072人（2011年12月31日），人口密度171人/平方公里。